# Niharra
Niharra es un municipio y localidad española de la provincia de Ávila, en la comunidad autónoma de Castilla y León. El término municipal, ubicado en el valle de Amblés, tiene una población de 183 habitantes (INE 2024).

## Geografía
Ubicación
Integrado en la comarca de Ávila, se sitúa a 16 km del centro de la capital provincial. El término municipal está atravesado por la carretera N-502 entre los pK 12 y 15 y por carreteras locales que conectan con Mironcillo y Sotalbo.
El relieve del municipio está caracterizado por el valle de Amblés y por el río Adaja, que cruza el territorio de oeste a este. La altitud oscila entre los 1120 m en el extremo noroeste y los 1085 m a orillas del río. El pueblo se alza a 1088 m sobre el nivel del mar.
| Noroeste: Padiernos        | Norte: Padiernos | Noreste: Salobral       |
| Oeste: Padiernos y Sotalbo |                  | Este: Sotalbo (exclave) |
| Suroeste: Sotalbo          | Sur: Sotalbo     | Sureste: Mironcillo     |

### Geología
Gran parte del término se encuentra enclavada en la fosa del valle de Amblés. Se trata de una zona afectada por fenómenos tectónicos, atravesada por el más importante de los sistemas de fractura de los cuatro existentes en la provincia de Ávila. Esta línea de fractura se dirige al este-noroeste y está puesta de relieve por los valles que siguen los ríos Adaja, Corneja, Tormes, Tiétar y Alberche. En dicha línea han quedado conservados materiales detríticos continentales (arenisca granítica, conglomerados y arcilla), y dado que los procesos de meteorización han sido intensos, abundan los depósitos aluviales producidos por el cuaternario, por disgregación del granito.

## Historia

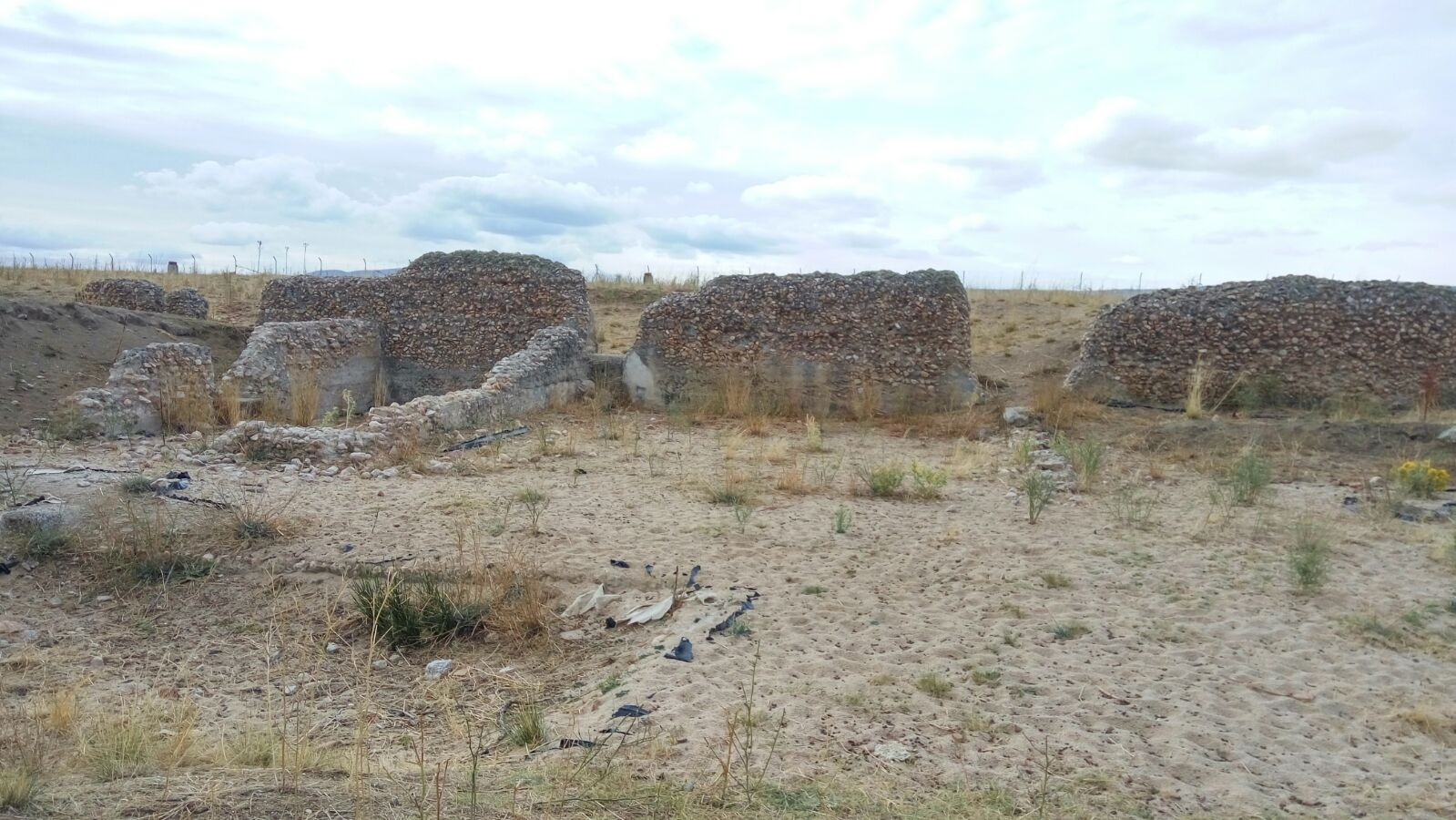
Yacimiento de la villa romana de Pared de los Moros en las cercanías de la localidad

El origen del pueblo propiamente se desconoce; su nombre actual, parece ser que proviene del árabe, ya que "Niharra" significa "Almear de heno", o lugar del heno. Su existencia, sin duda, se remonta a la "Época Romana". Este razonamiento está justificado con el descubrimiento de un poblado romano cerca del pueblo que fue declarado como Zona de Interés Histórico. Allí se encontraron monedas del siglo II y vasijas de cerámica romana, diseminadas por las tierras próximas.
El poblado está en la finca de "Garci-Sancho", desvirtuado su nombre y llamado actualmente Gardisancho, en un lugar que los lugareños denominan "La pareja de los moros" y que en todos los escritos que hemos visto, se denomina bien la Pared del moro o bien la Pared de los Moros, que está situado en la margen izquierda del río Adaja a 2 km del emplazamiento actual del pueblo.

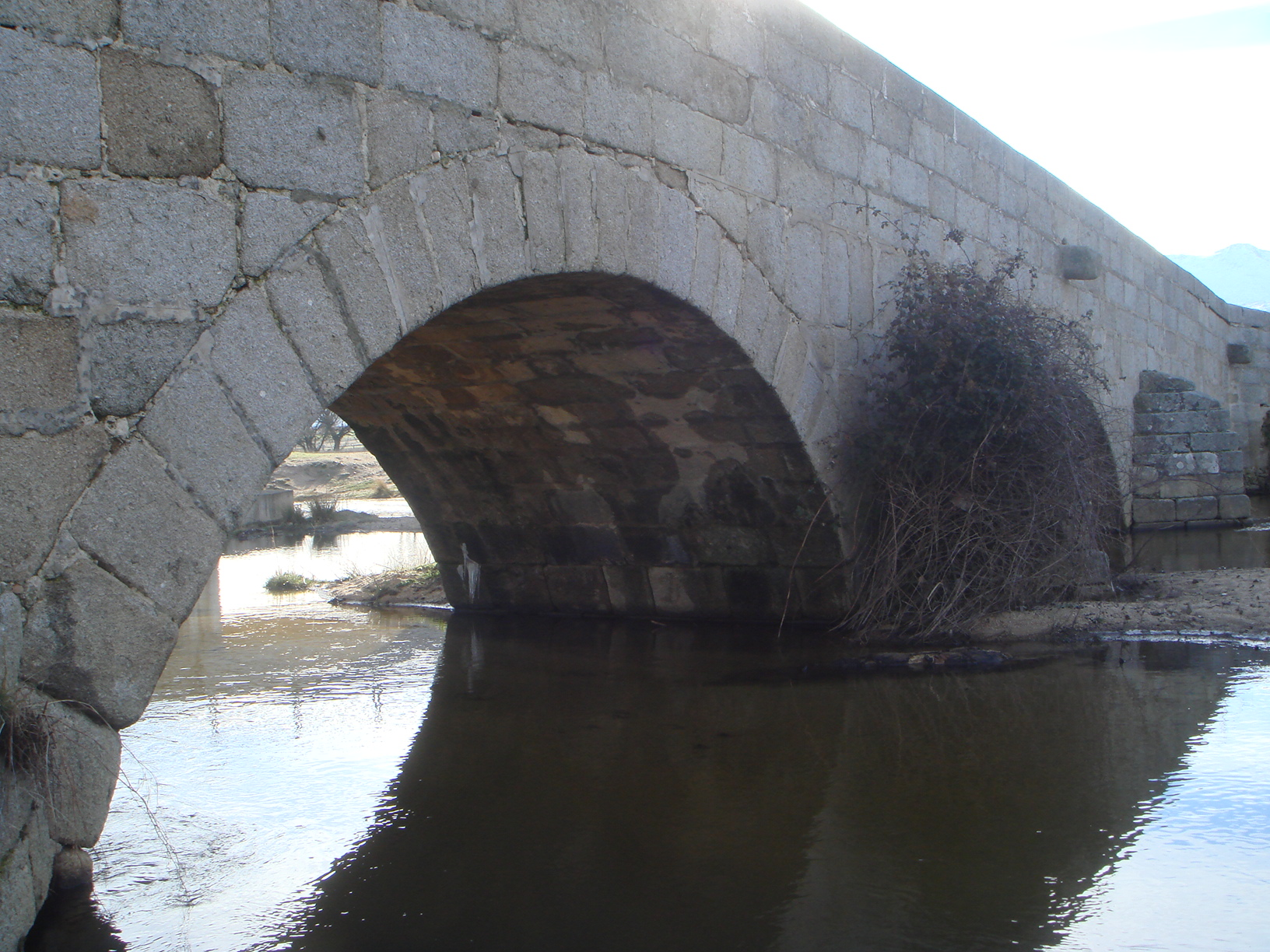
Puente de los Cobos de la calzada romana sobre el río Adaja en el valle de Amblés

Además, al introducir reformas en las calles para meter el agua corriente, se descubrió una capa de cal y cantos, o mortero, que es una calzada romana antigua. También coincide que el nombre de esta calle se llama "Calzada Vieja". Esta puede ser la calzada que atraviesa todo el valle y va a dar al Puerto del Pico. Su existencia actual es posible que se remonte al siglo XI cuando Alfonso VI de Castilla encomendó la repoblación de la zona de Ávila a su yerno Raimundo de Borgoña. Uno de estos nobles posiblemente fuera Garcí-Sancho. El emplazamiento del pueblo junto al río se justifica para el aprovechamiento de este.
Hacia mediados del siglo XIX, el lugar tenía contabilizada una población de 212 habitantes. La localidad aparece descrita en el decimosegundo volumen del Diccionario geográfico-estadístico-histórico de España y sus posesiones de Ultramar de Pascual Madoz de la siguiente manera:

NIHARRA: l. con ayunt. de la prov., part. jud. y dióc. de Ávila (3 leg.), aud. terr. de Madrid (19), c. g. de Castilla la Vieja (Valladolid 24): sit. en terreno llano y á las márg. del r. Adaja; le combaten todos los vientos, y su clima es sano. Tiene 75 casas inferiores, distribuidas en 5 calles y 1 plaza: hay casa de ayunt., escuela de instruccion primaria, comun á ambos sexos, á la que concurren 20 alumnos que se hallan a cargo de un maestro, dotado con 20 fan de trigo y centeno y la retribucion de sus discípulos, y una igl. parr. (San Cornelio y Cipriano Mártires), con curato de entrada y de presentacion del arcediano titular de la Sta. igl. cated. de Avila; hay una ermita, bajo la advocacion del Smo, Cristo del Sepulcro, con culto público, á espensas de los devotos; el cementerio está en parage que no ofende la salud pública, y los vec. se surten de aguas para sus usos de las de una fuente que hay en los afueras del pueblo y de las del r. Adaja. El térm. confina N. Padiernos y Muñochas; E. Salobral; S. Sotalbo, y O. Solosancho: se estiende 1/2 leg. poco mas ó menos en todas direcciones, y comprende varios huertos que hay entre el r. y la pobl., en los que se encuentran bastantes álamos negrillos y otros arbustos, y un prado natural, con buenos pastos. El rio Adaja pasa tocando á las casas, el que corre de O. á E., y atraviesan el térm. diferentes arroyuelos de poca consideracion. El terreno, en su mayor parte, es de tercera calidad. caminos: los que dirigen á los pueblos limítrofes, y la carretera de Avila al puerto del Pico. prod.: trigo, cebada, centeno, algarrobas, patatas, lino, pasto, hortalizas y legumbres; mantiene ganado lanar, vacuno, caballar y de cerda; cria caza menor, zorras y garduñas. ind.: la agrícola. El comercio está reducido á la esportacion de lo sobrante, é importacion de los artículos de que se carece. pobl.: 52 vec., 212 almas. cap. prod.: 528,150 rs. imp.: 21,126. ind. y fab.: 1,850. contr.: 5,601 rs. con 33 mrs. El presupuesto municipal asciende de 300 á 700 rs., que se cubren con el prod. de propios y arbitrios.
(Madoz, 1849, p. 163)

Albert Klemm en su libro La cultura popular de Ávila describe así Niharra en 1932:

Niharra sobre el río Adaja, y alejada de la carretera principal. Los lugareños dan impresión de pobreza y agotamiento. Penosamente se llega a extraer de la tierra seca y requemada por el sol trigo y patatas. La situación económica de los habitantes es pues muy mala. Se cría mucho ganado ovino y bovino. Los rebaños se llevan a las laderas de los alrededores o a las praderas de aspecto medio estepario del valle por falta casi completa de riego.

## Demografía
Niharra cuenta con una población de 183 habitantes (INE 2024).
| Gráfica de evolución demográfica de Niharra entre 1842 y 2021                                                         |
| |
| Población de derecho según los censos de población del INE. Población de hecho según los censos de población del INE. |

| Nacionalidad | Hombres | Mujeres | Total | %      | Proporción |
| ------------ | ------- | ------- | ----- | ------ | ---------- |
| Española     | 67      | 44      | 111   | 67.6 % |            |
| Extranjera   | 32      | 21      | 53    | 32.3 % |            |

## Símbolos

Escudo de Niharra

El escudo heráldico y la bandera que representan al municipio fueron aprobados oficialmente el 6 de mayo de 1997. El escudo se blasona de la siguiente manera:

Recortado. Primero de azur, con un Cristo yacente (sólo cabeza y torso) de oro, barba y melena de sable, sudario de púrpura y en lecho de plata; con filiera de oro. Segundo, murado de plaza mazonado de sable. Timbrado con corona real española.
Boletín Oficial de Castilla y León nº 109 de 10 de junio de 1997

La descripción textual de la bandera es la siguiente:

Cuadrada. Tercia en bajo. Alto de azul, con filiera de guardo, y bajo blanco. Brochante al centro el escudo municipal.
Boletín Oficial de Castilla y León nº 109 de 10 de junio de 1997